# US Open de 1982
O US Open de 1982 foi um torneio de tênis disputado nas quadras duras do USTA Billie Jean King National Tennis Center, no Flushing Meadows-Corona Park, no distrito do Queens, em Nova York, nos Estados Unidos, entre 31 de agosto a 12 de setembro. Corresponde à 15ª edição da era aberta e à 102ª de todos os tempos.

## Finais

### Profissional
| Categoria | Evento    | Campeã(s)(o/ões)            | Vice-campeã(s)(o/ões)       | Resultado               | Chave(s)  | Chave(s)       |
| --------- | --------- | --------------------------- | --------------------------- | ----------------------- | --------- | -------------- |
| Simples   | Masculino | Jimmy Connors               | Ivan Lendl                  | 6–3, 6–2, 4–6, 6–4      | principal | qualificatório |
| Simples   | Feminino  | Chris Evert                 | Hana Mandlikova             | 6–3, 6–1                | principal | qualificatório |
| Duplas    | Masculino | Kevin Curren Steve Denton   | Victor Amaya Hank Pfister   | 6–2, 6–7, 5–7, 6–2, 6–4 | principal | principal      |
| Duplas    | Feminino  | Rosie Casals Wendy Turnbull | Barbara Potter Sharon Walsh | 6–4, 6–4                | principal | principal      |
| Duplas    | Misto     | Anne Smith Kevin Curren     | Barbara Potter Ferdi Taygan | 6–7, 7–6, 7–6           | principal | principal      |

### Juvenil
| Categoria | Evento    | Campeã(s)(o/ões)              | Vice-campeã(s)(o/ões)          | Resultado     | Chave(s)  | Chave(s)       |
| --------- | --------- | ----------------------------- | ------------------------------ | ------------- | --------- | -------------- |
| Simples   | Masculino | Pat Cash                      | Guy Forget                     | 6–3, 6–3      | principal | qualificatório |
| Simples   | Feminino  | Beth Herr                     | Gretchen Rush                  | 6–3, 6–1      | principal | qualificatório |
| Duplas    | Masculino | Jonathan Canter Michael Kures | Pat Cash John Frawley          | 7–6, 6–3      | principal | principal      |
| Duplas    | Feminino  | Penny Barg Beth Herr          | Ann Hulbert Bernadette Randall | 1–6, 7–5, 7–6 | principal | principal      |